# Polysyncraton multiforme
Polysyncraton multiforme är en sjöpungsart som beskrevs av Kott 200. Polysyncraton multiforme ingår i släktet Polysyncraton och familjen Didemnidae. Inga underarter finns listade i Catalogue of Life.